# Precinct 77
Precinct 77 is een Belgische stripreeks die begonnen is in juni 2007 met Dugand als scenarist en Pieter Denys als tekenaar.

## Albums
Alle albums zijn geschreven door Dugand, getekend door Pieter Denys en uitgegeven door Le Lombard.
| Nummer | Titel            |
| ------ | ---------------- |
| 1      | Lili             |
| 2      | Furiani Vendetta |
| 3      | Big boss requiem |